# Valérie Bonneton
Pour les articles homonymes, voir Bonneton.
Valérie Bonneton, née le 5 avril 1970 à Somain (Nord), est une actrice française.
Elle est révélée par le rôle de Fabienne Lepic dans la série comique Fais pas ci, fais pas ça, lancée en 2007 et qui dura une décennie. Au cinéma, elle fait partie de la bande d'acteurs réunis dans les films chorales Les Petits Mouchoirs (2010) et Nous finirons ensemble (2019), rôle qui lui valut une nomination au César de la meilleure actrice dans un second rôle pour le premier volet, en 2011.
Parallèlement, elle est à l'affiche de comédies populaires comme Eyjafjallajökull (2013), Supercondriaque (2014)  et La Ch'tite famille (2018), Une heure de tranquillité (2014), Le Grand Partage (2015) et Garde alternée (2017), Venise n'est pas en Italie (2019).

## Biographie

### Jeunesse et formation
Valérie Bonneton naît à Somain, dans le département du Nord. Son père est assureur et sa mère, femme au foyer. Au collège d'Aniche, en classe de cinquième, son professeur de français monte Les Fourberies de Scapin de Molière. C'est pour elle un coup de foudre.
Après son baccalauréat, elle descend à Paris, où elle se forme au cours Florent, puis au Conservatoire national supérieur d'art dramatique (promotion 1995) jusqu'à l'âge de 26 ans, enchaînant les petits boulots (vendeuse de fruits, baby-sitter, modèle de sculpteur) pour ensuite se lancer dans le cinéma, la télévision et le théâtre.

### Seconds rôles et révélation (années 2000)
Valérie Bonneton tient au cinéma des seconds rôles remarqués, jusqu'au succès de la série télévisée Fais pas ci, fais pas ça en 2007 qui la popularise.
Elle intègre ainsi les distributions de productions françaises remarquées : comme en 2010, où elle fait partie du casting de stars réunis par Guillaume Canet pour sa comédie dramatique Les Petits mouchoirs, qui lui vaut une nomination aux Césars en tant que meilleur second rôle féminin. Ou lorsqu'elle est choisie par Julie Delpy pour incarner l'une des membres de la famille au cœur de sa comédie Le Skylab, en 2011.
C'est toujours dans l'humour qu'elle tente de confirmer, sous la direction de cinéastes reconnus. En 2012, L'Oncle Charles d'Étienne Chatiliez passe inaperçu, et, en 2013, le nouveau film choral Des gens qui s'embrassent de Danièle Thompson est un flop critique et commercial retentissant.

### Premier rôle féminin (années 2010)

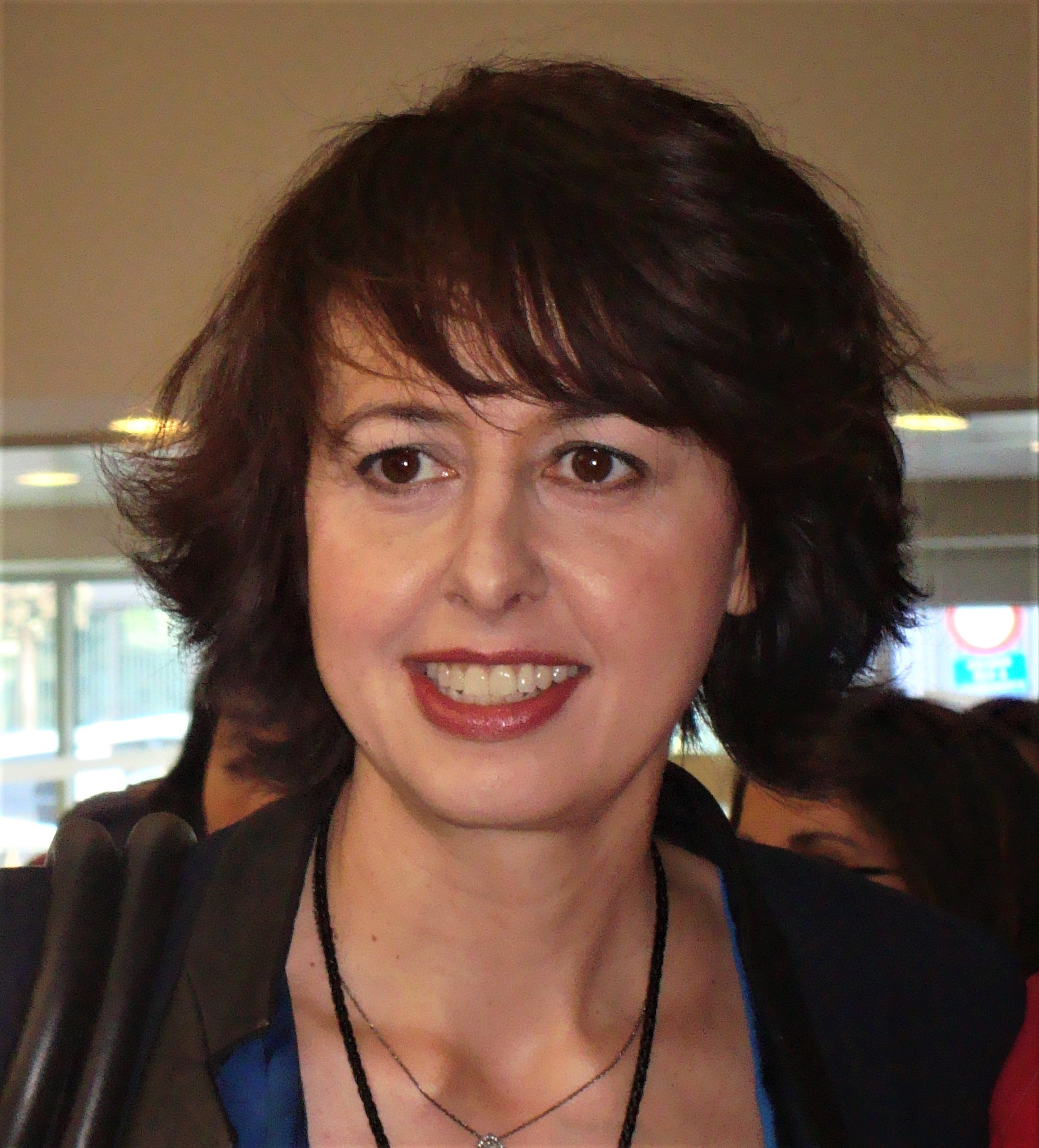
Valérie Bonneton sur le tournage dEyjafjallajökull, en 2012.

Cette même année, Valérie Bonneton tient son premier grand rôle au cinéma : elle partage en effet l'affiche de la comédie Eyjafjallajökull avec Dany Boon, où ils forment un couple revanchard et aigri. Le film rassemble plus d'un million de spectateurs français.
L'année 2014 est particulièrement riche. Elle participe à l'adaptation par Patrice Leconte de la pièce Une heure de tranquillité, menée par Christian Clavier, puis Dany Boon lui confie un rôle dans sa nouvelle réalisation, Supercondriaque, tout comme Riad Sattouf dans son ambitieuse satire Jacky au royaume des filles. Malgré une couverture médiatique comparable, le premier est un énorme succès populaire, tandis que le second est un échec commercial cuisant. La même année, elle tient aussi un rôle secondaire dans le plus confidentiel À coup sûr de Delphine de Vigan, tentative ratée de lancement de la comédienne Laurence Arné en tête d'affiche. Pour faire place à ces multiples tournages, ses apparitions dans Fais pas ci, fais pas ça sont temporairement réduites.
L'année 2015 lui permet de renouer avec un registre dramatique, et plus ambitieux : elle donne en effet la réplique à Olivier Gourmet dans le drame social Jamais de la vie de Pierre Jolivet. Elle revient pour Noël dans Le Grand Partage, une satire sociale écrite et réalisée par Alexandra Leclère, où elle évolue aux côtés d'autres valeurs sûres de la comédie française : Karin Viard, Didier Bourdon, Josiane Balasko, Patrick Chesnais et Anémone.
En 2016, elle est à l'affiche d'un autre projet attendu : le quatrième long métrage Ils sont partout de et avec Yvan Attal, avec également Charlotte Gainsbourg, Benoît Poelvoorde et François Damiens. Ce film à sketchs est aussi une satire, cette fois politique et sociétale.

### Vie privée

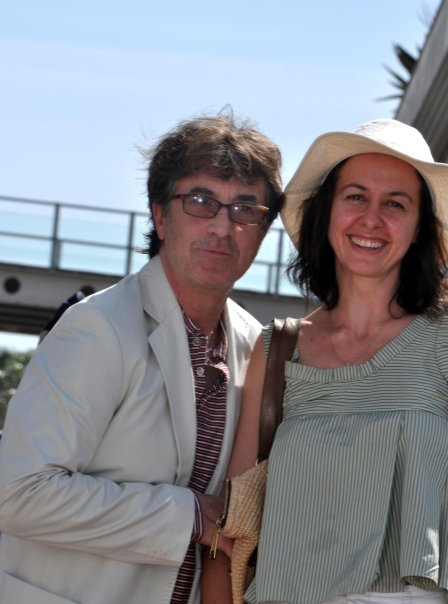
L'actrice avec son compagnon de l'époque, François Cluzet au festival de Cannes 2009.

En fin des années 1990, Valérie Bonneton est, durant treize années, la compagne de François Cluzet, mais ce dernier annonce qu'ils se sont séparés lors de la promotion du film Les Petits Mouchoirs en octobre 2010. Le couple a deux enfants : Joseph, né en 2001, et Marguerite, née en 2006.

## Filmographie
Sauf indication contraire, les informations mentionnées dans cette section peuvent être confirmées par la base de données cinématographiques IMDb,  présente dans la section « Liens externes ».

### Cinéma

#### Longs métrages
- 1996 : Love, etc. de Marion Vernoux : la fleuriste
- 1998 : La voie est libre de Stéphane Clavier : Brigitte
- 1998 : Grève party de Fabien Onteniente
- 1998 : Jeanne et le Garçon formidable d'Olivier Ducastel : Sophie
- 1998 : La Mort du Chinois de Jean-Louis Benoît : Flo
- 1998 : Mookie de Hervé Palud : sœur Rose
- 1999 : L'Homme de ma vie de Stéphane Kurc : Myriam
- 2000 : Les Destinées sentimentales d'Olivier Assayas : la femme d'Arthur Pommerel
- 2001 : Voyance et Manigance d'Éric Fourniols : Agnès
- 2003 : Le Bison (et sa voisine Dorine) d'Isabelle Nanty : Reine
- 2003 : Janis et John de Samuel Benchetrit : une femme dans le bus
- 2003 : France Boutique de Tonie Marshall : Norma
- 2004 : Les gens honnêtes vivent en France de Bob Decout : Chloé
- 2005 : La cloche a sonné de Bruno Herbulot : Nathalie
- 2005 : Je vous trouve très beau d'Isabelle Mergault : maître Labaume
- 2006 : Essaye-moi de Pierre-François Martin-Laval : la collègue de Jacqueline
- 2006 : La Jungle de Matthieu Delaporte : Natacha
- 2006 : L'École pour tous d'Éric Rochant : Pashmina
- 2008 : L'Heure d'été d'Olivier Assayas : Angela Marly
- 2008 : Bouquet final de Michel Delgado : Marie Thanato
- 2010 : Les Petits Mouchoirs de Guillaume Canet : Véronique Cantara
- 2011 : Propriété interdite de Hélène Angel : Claire
- 2011 : Qui a envie d'être aimé ? d'Anne Giafferi : Hortense
- 2011 : Un amour de jeunesse de Mia Hansen-Løve : la mère de Camille
- 2011 : Le Skylab de Julie Delpy : tante Micheline
- 2012 : L'Oncle Charles d'Étienne Chatiliez : Corinne
- 2013 : Des gens qui s'embrassent de Danièle Thompson : Irène
- 2013 : Eyjafjallajökull d'Alexandre Coffre : Valérie
- 2014 : Jacky au royaume des filles de Riad Sattouf : la Chérife
- 2014 : À coup sûr de Delphine de Vigan : Béné Dorian
- 2014 : Supercondriaque de Dany Boon : Isabelle
- 2014 : Une heure de tranquillité de Patrice Leconte : Elsa
- 2015 : Jamais de la vie de Pierre Jolivet : Mylène
- 2015 : Le Grand Partage d'Alexandra Leclère : Béatrice Bretzel
- 2016 : Ils sont partout d'Yvan Attal : Eva
- 2017 : Garde alternée d'Alexandra Leclère : Sandrine
- 2018 : La Ch'tite Famille de Dany Boon : Louloute
- 2019 : Nous finirons ensemble de Guillaume Canet : Véronique Cantara
- 2019 : Venise n'est pas en Italie d'Ivan Calbérac : Annie Chamodot
- 2021 : Eugénie Grandet de Marc Dugain : Madame Grandet
- 2022 : Juste ciel ! de Laurent Tirard : Sœur Véronique
- 2024 : Tombés du camion de Philippe Pollet-Villard : Françoise
- 2024 : C'est le monde à l'envers ! de Nicolas Vanier : Constance
- 2024 : Les Boules de Noël d'Alexandra Leclère : Nathalie
- 2025 : Des jours meilleurs d'Elsa Bennett et Hippolyte Dard : Suzanne

#### Courts métrages
- 1990 : Où tu vas, Marinette ? de S. Modzelewski
- 1995 : La Vie parisienne de Hélène Angel
- 2000 : Winney, a Cute Candidate de Florence Deygas : Paupiette, l'assistante de Clara
- 2021 : Mon rêve étoilé de Guillaume Delrieu Canales

### Télévision
- 1995 : Les Zacros de la télé, divertissement de Dany Boon
- 1996 : Viens jouer dans la cour des grands de Caroline Huppert : Patricia
- 1998 : Le Feu sous la glace de Françoise Decaux-Thomelet : Ève
- 1999 : Chasseurs d'écume de Denys Granier-Deferre : Marie-Annick
- 2002 : Caméra Café (saison 5, épisode 15)
- 2002 : La Famille Guérin : Caroline Guérin
- 2005 : Vénus et Apollon (saison 1, épisode 25)
- 2007 : Chez Maupassant : Deux amis de Gérard Jourd'hui : Rosalie
- 2007-2017 : Fais pas ci, fais pas ça : Fabienne Lepic (9 saisons)
- 2011 : Héloïse et Le Romancier Martin de Jérôme Foulon : Marie-Thérèse
- 2020 : Fais pas ci, fais pas ça : Y aura-t-il Noël à Noël ? de Michel Leclerc : Fabienne Lepic
- 2021 : Les Aventures du jeune Voltaire d'Alain Tasma : Marquise De Bernières
- 2022 : Irma Vep d'Olivier Assayas : la PR française de Mira
- 2024 : Fais pas ci, fais pas ça : On va marcher sur la Lune d'Alexandre Castagnetti : Fabienne Lepic
- 2026 : Laura d'Akim Isker : Laura

### Doublage
- 2021 : Les Mitchell contre les machines : Linda Mitchell[7] (voix)

## Théâtre
- 1991 : La Tragédie du roi Christophe d'Aimé Césaire
- 1992 : Le Mariage de Figaro de Beaumarchais, mise en scène Antoine Vitez
- 1992 : La Villégiature de Carlo Goldoni, mise en scène Yves Le Moign'
- 1992 : La La love you de Delphine Majoral, théâtre du Bery-Zèbre
- 1993 : Le Cid de Pierre Corneille, mise en scène Francis Huster
- 1993 : Le Bébé de Monsieur Laurent de Roland Topor
- 1994 : Monsieur Bob'le de Georges Schehadé, mise en scène Jean-Louis Benoît, Comédie-Française
- 1995 : Occupe-toi d'Amélie de Georges Feydeau, mise en scène Roger Planchon, Comédie-Française salle Richelieu
- 1995 : Le Roi des Schnorrers de Marco Koskas, mise en scène Jean-Luc Porraz, Festival d'Avignon
- 1998 : Penthésilée d'Heinrich von Kleist, mise en scène de Julie Brochen, théâtre de la Bastille
- 1999 : Jacques et Mylène de Gabor Rassov, mise en scène Pierre Pradinas, Théâtre de la Gaîté-Montparnasse
- 2002 : Le Conte d'hiver de William Shakespeare, mise en scène Pierre Pradinas, théâtre de la Piscine Châtenay-Malabry, théâtre de l'Union, 2003 : Théâtre de la Tempête
- 2004 : La Ronde d'Arthur Schnitzler, mise en scène Frédéric Bélier-Garcia, La Criée, théâtre national de Nice
- 2006 : Et après... de Barbara d'Alessandri, mise en scène Barbara d'Alessandri et Dominique Farrugia, théâtre de la Gaîté-Montparnasse
- 2008 : Le Dieu du carnage de Yasmina Reza, mise en scène de l'auteur, théâtre Antoine
- 2011 : L’Amour, la mort, les fringues de Nora et Delia Ephron, mise en scène Danièle Thompson, théâtre Marigny
- 2013 : Perplexe de Marius von Mayenburg, mise en scène de Frédéric Bélier-Garcia, Nouveau théâtre d'Angers, théâtre du Rond-Point
- 2016 : L'Envers du décor de Florian Zeller, mise en scène Daniel Auteuil, Théâtre de Paris
- 2019 : Huit euros de l'heure de Sébastien Thiéry, mise en scène Stéphane Hillel, Théâtre Antoine
- 2022 : Qui est monsieur Schmitt ? de Sébastien Thiéry, mise en scène Jean-Louis Benoît, avec Stéphane De Groodt, Alain Doutey, Chick Ortega et Steven Dagrou au théâtre Édouard-VII et en tournée.

## Radio
- 2012 : À votre écoute, coûte que coûte : La femme dont le voisin était parano (56e épisode, du 3 avril 2012) : l'auditrice du jour.

## Publication
- Maman à moi, Éditions Jean-Claude Lattès, 2022, 198 p., 195 mm x 125 mm (ISBN 9782709670074, présentation en ligne).

## Distinctions

### Décoration
- Chevalière de la Légion d'honneur (2021)

### Récompenses
- Molières 2008 : Molière de la comédienne dans un second rôle pour Le Dieu du carnage
- Festival International du Film de Comédie de Liège 2017 : Prix d'interprétation pour Garde alternée

### Nomination
- César 2011 : César de la meilleure actrice dans un second rôle pour Les Petits Mouchoirs